# Carl Friedemann

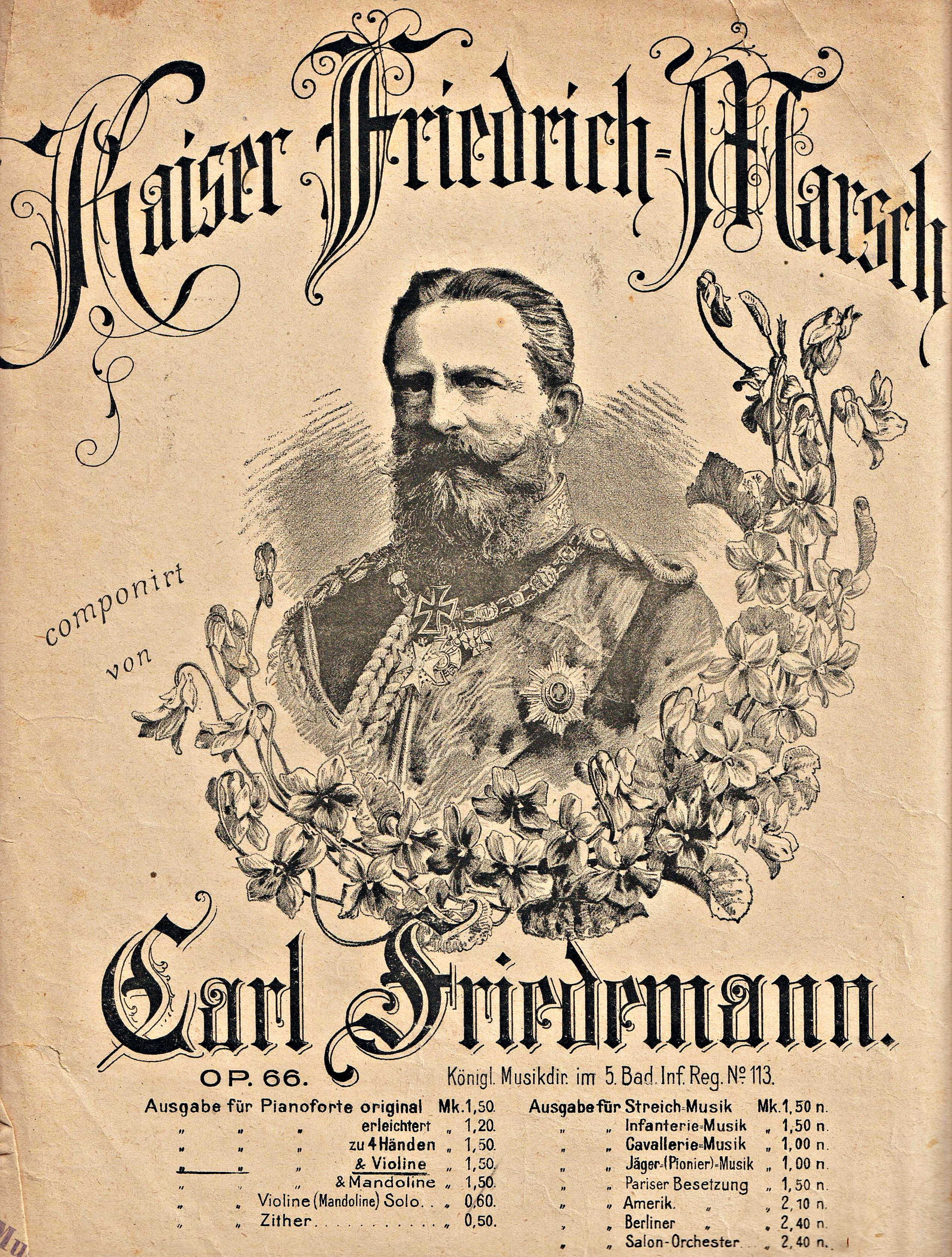
Titelblatt Kaiser Friedrich Marsch, 1910

Carl Berthold Ulrich Friedemann (* 29. April 1862 in Mücheln bei Merseburg; † 9. April 1952 in Bern) war ein deutsch-schweizerischer Komponist, Dirigent und Musiker.

## Leben
Bereits als kleiner Junge erhielt er Unterricht für Klavier und Violine. Er studierte Musik in Halle (Saale) und beim Hofkapellmeister Emil Büchner in Erfurt. Das Orchester des Reuniontheaters in Erfurt dirigierte er von 1883 bis 1885. Inzwischen hatte er auch Klarinette zu spielen erlernt. Er trat in das Musikkorps des 3. Thüringischen Infanterie-Regiments Nr. 71 in Erfurt ein. Dort setzte er auch seine musikalische Ausbildung fort, fand Gelegenheit, sich solistisch in den Konzerten als Violinist und Pianist zu betätigen. Ferner wirkte er als Dirigent bei verschiedenen Chören und Gesangvereinen. 1888 komponierte er als Huldigung an den sterbenden Kaiser Friedrich III. den inzwischen bekannten Kaiser-Friedrich-Marsch. Am 5. November 1890 legte er die Militärkapellmeisterprüfung an der Hochschule für Musik in Berlin ab.
Am 20. September 1891 wurde er als Dirigent des Musikkorps des 5. Badischen Infanterie-Regiments Nr. 113 in Freiburg im Breisgau bestellt. Er wirkte hier 21 Jahre und sein Ruhm als Dirigent und Komponist war längst über die Landesgrenzen hinausgegangen. 1901 wurde er zum Königlichen Kapellmeister und 1906 zum Königlichen Musikdirektor ernannt. Im Januar 1912 gab Carl Friedemann mit seiner Regimentskapelle im Café Kropf in Freiburg im Breisgau sein Abschiedskonzert. Aus Gesundheitsgründen verließ er 1912 die Militärmusik, aber seine Musikerlaufbahn endete damit nicht.
Ein neues Engagement wartete in Bern, Schweiz, auf ihn. Dort übernahm er die Leitung der Stadtmusik Bern und führte dieses Orchester auf ein beachtliches Niveau.
Friedemann war die Stadtmusik Bern nicht ganz unbekannt, gehörte er doch am Eidgenössischen Musikfest 1906 in Freiburg der Jury an, welches der Stadtmusik in der 1. Kategorie im 1. Rang den 1. Goldlorbeer verlieh. Mit diesem Blasorchester machte er Reisen nach Deutschland, Frankreich, Italien und Spanien. Als er 1933 in Pension ging, hat er auch sein Dirigentenamt zur Verfügung gestellt. 1935 wurde er wegen seiner besonderen Verdienste um die Musik zum Professor ernannt. Er gründete in Bern auch einen Eigenverlag sowie eine Musikschule.
Friedemann schrieb symphonische Musik, Kammermusik, Chorwerke und Lieder. Natürlich gehören zu seinem Œuvre auch Blasorchesterwerke, wie zum Beispiel 140 Märsche.

## Werke

### Werke für Orchester
- Symphonie Nr. 1
- Symphonie Nr. 2
- Rhapsodie für Violine und Orchester

### Werke für Blasorchester
- 1888 Kaiser-Friedrich-Marsch opus 66
- 1903 Erste Slawische Rhapsodie opus 114
- 1912 Gruß an Bern Marsch
- 1923 Fantasie-Caprice
- 1923 Festhymnus für das Eidgenössische Musikfest opus 204
- 1923 Menuett
- 1931 Das Leben ein Kampf Ouvertüre
- 1931 Pro Gloria et Patria Festmusik zum Eidgenössischen Musikfest in Bern, opus 258
- 1933 Gute Kameraden Marsch
- 1933 Unsere Feldgrauen Marsch
- 1933 Treue zur Fahne Marsch
- 1948 Der rote Domino Ouvertüre
- 1948 Die Fahrt ins Glück Ouvertüre
- 1948 Ernst ist das Leben, heiter die Kunst, Ouvertüre, opus 318
- 1948 Hero und Leander Sinfonische Dichtung
- 1948 Mirella Ouvertüre
- Admiral Marsch
- An den Frühling Fantasie, opus 195
- An die Musik Fantasie, opus 215
- Auf Schloss Umkirch opus 91
- Aus dem Süden Italiens
- Concertino für Klarinette und Blasorchester opus 58
- Concertino für Klarinette opus 182
- Das liebe, alte Bern
- Der Geigenbauer von Mittenwald
- Dramatische Ouvertüre, opus 109
- Dritte Slavische Rhapsodie opus 297
- Einig und stark opus 153
- Erinnerungen an Freiburg, opus 165
- Fantasie über "Tochter des Regiments" opus 192
- Festliche Polonaise opus 77
- Festliche Turniermusik mittelalterlicher Trompeten- und Paukenkunst
- Festmarsch zum Eidgenössischen Turnerfest opus 133
- Fortuna Ouvertüre, opus 198
- Introduktion und Menuett opus 217
- Kantate für das Eidgenössische Musikfest opus 205
- Marsch der Patrioten opus 327
- Nachruf auf Joseph Haydn
- Orchester-Variationen opus 60
- Ouvertüre zu "Minna von Barnhelm" opus 181
- Ouvertüre zu "Till Eulenspiegel" opus 221
- Paraphrase über das Lied "Aus der Jugendzeit" von Robert Radecke
- Ritter Blaubart Ouvertüre, opus 300
- Roland der Waffenschmied Ouvertüre
- Sanssouci Ouvertüre
- Siegestrophäen - Marsch, opus 125
- Sinfonischer Prolog opus 175
- Sonate in einem Satz opus 289
- Studentenherz-Marsch opus 126
- Vierte Slavische Rhapsodie
- Zweite Slavische Rhapsodie opus 269
- Zwei Wintertänze